# Спинето Манко (Козенца)
Спинето Манко је насеље у Италији у округу Козенца, региону Калабрија.
Према процени из 2011. у насељу је живело 20 становника. Насеље се налази на надморској висини од 1312 м.